# Équidissection

Une équidissection d'un carré en 6 triangles

En mathématiques, et plus précisément en géométrie, une équidissection d'un polygone est un découpage de celui-ci en triangles d'aires égales. L'étude des équidissections commença vers la fin des années 1960 avec le théorème de Monsky, affirmant qu'un carré (ou plus généralement un parallélogramme) ne peut être ainsi décomposé en un nombre impair de triangles. Au demeurant, la plupart des polygones n'admettent aucune équidissection.
La plupart des résultats de la littérature sur cette question sont des généralisations du théorème de Monsky à des classes de figures plus vastes, la question principale étant : quels polygones peuvent être ainsi décomposés, et en combien de triangles ? En particulier, cette question a été résolue pour les trapèzes, les cerfs-volants, les polygones réguliers, les polygones admettant une symétrie centrale, les polyominos, et (en remplaçant les triangles par des simplexes) les hypercubes.
Il y a peu d'applications directes des équidissections. Elles sont néanmoins vues comme intéressantes parce que les résultats semblent à première vue contraires à l'intuition, et parce qu'il est étonnant que pour un problème géométrique d'énoncé aussi simple, la théorie réclame des outils algébriques aussi sophistiqués : de nombreux résultats demandent l'utilisation de valuations p-adiques étendues aux nombres réels, et le prolongement du lemme de Sperner à des graphes colorés plus généraux.

## Généralités

### Définitions
De manière générale, une dissection est un découpage d'une figure en « morceaux », généralement de forme simple. Dans le contexte de cet article, on appellera dissection d'un polygone P  un ensemble fini de triangles ne se recouvrant que par leurs côtés, et dont la réunion est P. Une dissection en n triangles est appelée une n-dissection, et est classée en dissection paire ou dissection impaire selon la parité de n.
Une équidissection est une dissection dans laquelle chaque triangle a la même aire. Pour un polygone P, l'ensemble des n pour lesquels il existe une n-équidissection de P s'appelle le spectre de P, et se note S(P). Un des objectifs de la théorie est de déterminer le spectre d'un polygone donné.
Une dissection est dite simpliciale si les triangles qui la composent ne se rencontrent que le long de côtés communs (et non de segments inclus dans ces côtés) ; elles sont souvent plus simples à étudier (par exemple, le lemme de Sperner sous sa forme usuelle ne s'applique qu'à des dissections simpliciales).
Plus généralement, cette terminologie s'étend à des polytopes de dimension arbitraire n : une équidissection d'un polytope P est une partition de P en un ensemble de simplexes ayant le même n-volume.

### Préliminaires
Il est facile de trouver une n-équidissection d'un triangle pour tout n, en découpant la base du triangle en n segments de même longueur. Il en résulte que si un polygone P admet une m-équidissection, il admet aussi une mn-équidissection pour tout n. En fait, il est fréquent que le spectre d'un polygone soit exactement constitué des multiples d'un certain entier m ; dans ce cas, le spectre et le polygone sont dits principaux, et on note le spectre par {\displaystyle \langle m\rangle }. Ainsi, le spectre d'un triangle est {\displaystyle \langle 1\rangle }; un exemple de polygone non principal est le quadrilatère de sommets (0, 0), (1, 0), (0, 1), (3/2, 3/2) ; son spectre contient 2 et 3, mais n'est évidemment pas principal, puisqu'il ne contient pas 1.
Les transformations affines du plan (comme les translations et les rotations, mais aussi les homothéties, etc.) sont des outils d'étude utile des équidissections, puisqu'elles conservent les alignements et les rapports d'aires, ce qui permet de remplacer un polygone par un autre ayant une forme plus simple. Ainsi, il est fréquent de choisir des coordonnées telles que trois sommets consécutifs du polygone soient (0, 1), (0, 0), et (1, 0). De même, les résultats obtenus pour les carrés sont valables pour tous les parallélogrammes, ceux correspondant à des coordonnées des sommets entières s'appliquent aussi à des coordonnées rationnelles, etc.

### Meilleurs résultats
Le théorème de Monsky affirme qu'un carré n'a pas d'équidissections impaires, et donc que son spectre est {\displaystyle \langle 2\rangle }. Plus généralement, aucun polygone centralement symétrique et aucun polyomino n'admet d'équidissection impaire. Une conjecture de Stein est qu'aucun polygone spécial n'admet d'équidissection impaire, un polygone spécial étant tel que, pour chaque direction, la somme vectorielle de ses côtés parallèles à cette direction est nulle, ce qui est en particulier le cas des carrés, des polygones centralement symétriques et des polyominos.
Pour n > 4, le spectre d'un polygone régulier à n côtés est {\displaystyle \langle n\rangle }. Pour n > 1, le spectre d'un hypercube de dimension n est {\displaystyle \langle n!\rangle } (où n! est la factorielle de n).
Soit T(a) un trapèze, où a est le rapport des longueurs des côtés parallèles. Si a est un nombre rationnel, T(a) est principal ; plus précisément, si r/s est une fraction irréductible, alors {\displaystyle S(T(r/s))=\langle r+s\rangle }. Plus généralement, tous les polygones convexes à coordonnées rationnelles possèdent une équidissection, mais ils ne sont pas tous principaux, comme le montre l'exemple donné plus haut du cerf-volant ayant un sommet en (3/2, 3/2).
Au contraire, si a est un nombre transcendant, alors T(a) n'a pas d'équidissection. Plus généralement, un polygone dont les coordonnées des sommets sont algébriquement indépendantes n'a pas d'équidissection. Cela implique que la plupart des polygones (ayant plus de trois côtés) ne peuvent être équidissectés ; en revanche, tous les polygones peuvent être décomposés en une réunion de quadrilatères de même aire.
Le cas où a est un nombre algébrique irrationnel est plus délicat. Si le polynôme minimal de a est de degré 2 ou 3, et que les conjugués de a sont tous de partie réelle positive, alorsS(T(a)) contient tous les n assez grands pour que n/(1 + a) soit un entier algébrique. On conjecture qu'une condition analogue faisant intervenir des polynômes de Hurwitz permettrait de déterminer ce qu'il en est pour des nombres a algébriques de degré supérieur à 3.

## Historique
La notion d'équidissection semble être le genre d'idée géométrique élémentaire qui devrait être fort ancienne. Ainsi, Aigner et Ziegler disent du théorème de Monsky que « l'on s'attendrait à ce que la réponse soit connue depuis longtemps, ou même depuis les Grecs ». Mais en fait, l'étude des équidissections ne commença qu'en 1965, alors que Fred Richman préparait un examen de maîtrise universitaire à la New Mexico State University.

### Le théorème de Monsky
Richman voulait inclure une question de géométrie dans cet examen, et remarqua qu'il était difficile de trouver un découpage d'un carré en un nombre impair de triangles de même aire. Il obtint quelques résultats partiels (comme l'impossibilité d'une 5-équidissection), mais ne parvint pas à démontrer que c'était impossible, et n'utilisa pas la question pour l'examen. Un ami de Richman, John Thomas, s'intéressa à ce problème ; d'après lui, « tous les gens à qui l'on montrait le problème (moi y compris) disaient quelque chose comme "ce n'est pas mon domaine, mais la question doit sûrement avoir déjà été étudiée, et la réponse est sans doute bien connue". Certains pensaient avoir déjà vu le problème, mais ne se rappelaient pas où. Quant à moi, cela m'intéressa parce que j'avais l'impression d'une ressemblance avec le  lemme de Sperner, qui possède une preuve astucieuse utilisant un argument de parité. ».
Thomas démontra qu'une équidissection impaire était impossible si les coordonnées des sommets étaient des rationnels de dénominateurs impairs. Il proposa cette démonstration au Mathematics Magazine, mais elle fut mise en réserve : « Le referee, comme on pouvait s'y attendre, estima que le problème semblait assez facile (bien qu'il n'ait pas pu le résoudre) et était sans doute bien connu  (bien qu'il n'ait pu en trouver de référence) ».
La question fut finalement publiée comme un « problème difficile » dans le American Mathematical Monthly . Personne n'ayant envoyé de solution, la démonstration de Thomas fut alors publiée dans le Mathematics Magazine, trois ans après sa première rédaction. Paul Monsky (en) s'appuya alors sur les idées de Thomas pour démontrer le résultat en toute généralité.
La démonstration de Monsky s'appuie sur deux idées essentielles : un résultat combinatoire généralisant le lemme de Sperner, et un résultat d'algèbre, l'existence d'un prolongement de la valuation 2-adique des rationnels à l'ensemble de tous les nombres réels. Une coloration du plan astucieusement choisie permet alors de montrer que l'un des triangles au moins de l'équidissection envisagée est d'aire « paire » (au sens de la valuation), et donc que le nombre de triangles est pair. Si l'essence de cet argument apparaissait déjà chez Thomas, la démonstration de Monsky est la première à utiliser une valuation pour traiter le cas de dissections à coordonnées quelconques.

### Généralisations
La première généralisation du théorème de Monsky fut donnée par Mead en 1979, montrant que le spectre d'un hypercube de dimension n est {\displaystyle \langle n!\rangle }.
En 1985, une généralisation à tous les polygones réguliers fut obtenue lors d'un séminaire de géométrie dirigé par G. D. Chakerian à l'Université de Californie à Davis. Une étudiante, Elaine Kasimatis, « cherchait un sujet algébrique qu'elle puisse glisser dans le séminaire ». Sherman Stein lui suggéra l'étude des dissections du carré et du cube, « un sujet que Chakerian fut bien obligé d'admettre être géométrique ». Après son exposé, Stein demanda ce qu'il en était des autres polygones réguliers ; Kasimatis y répondit en montrant que pour {\displaystyle n\geq 5}, le spectre d'un polygone régulier à n côtés est {\displaystyle \langle n\rangle }. Sa démonstration s'appuie sur les idées de Monsky, en étendant la valuation p-adique aux nombres complexes pour tous les p premiers divisant n, et en utilisant quelques résultats élémentaires de la théorie des corps cyclotomiques (ainsi que des transformations affines explicites pour se placer dans un système de coordonnées adapté). En 1990, Stein et Kasimatis définirent alors le cadre général du problème, introduisant les termes de spectre et de  polygone principal. Ils démontrèrent que presque aucun polygone n'admet d'équidissection, et qu'il existe des polygones non principaux ; ils commencèrent également l'étude des spectres des trapèzes et des cerfs-volants.
Les trapèzes furent ensuite étudiés par Jepsen et Monsky, et les cerfs-volants par Jepsen, Sedberry et Hoyer. Des résultats plus généraux sur les quadrilatères ont été obtenus par Ding Ren et ses étudiants à la Hebei Normal University (en).
Tentant de généraliser les résultats obtenus sur les polygones réguliers, Stein conjectura qu'aucun polygone centralement symétrique n'admettait d'équidissection impaire, ce qu'il démontra pour les polygones à 6 ou 8 côtés ; ce résultat fut démontré dans le cas général par Monsky en 1990. Dix ans plus tard, Stein obtint ce qu'il qualifia d'« avancée surprenante », conjecturant qu'aucun polyomino n'admettait d'équidissection impaire, et le démontrant dans le cas d'un nombre impair de carrés ; la conjecture complète fut démontrée par Praton en 2002.
Le sujet des équidissections a été récemment popularisé par plusieurs publications, dont une étude dans The Mathematical Intelligencer , et la quatrième édition de Proofs from THE BOOK.

## Problèmes reliés
Une variante du problème, étant donné un polygone convexe K, est de déterminer quelle proportion de son aire peut être recouverte par n triangles intérieurs à K, ne se recouvrant pas, et d'égales aires ; cette proportion est notée tn(K). Si K admet une n-équidissection, tn(K) = 1. On démontre que pour un quadrilatère K, tn(K) ≥ 4n/(4n + 1), et que t2(K) = 8/9 si et seulement si K peut être transformé affinement en trapèze T(2/3). Pour un pentagone, t2(K) ≥ 2/3, t3(K) ≥ 3/4, et tn(K) ≥ 2n/(2n + 1) pour n ≥ 5.
Günter M. Ziegler a posé en 2003 le problème réciproque : étant donné une dissection d'un polygone en n triangles, jusqu'où les aires de ces triangles peuvent-elles être proches, et en particulier, quelle est la plus petite différence possible entre les aires du plus petit et du plus grand triangle ? Notant cette différence par M(n) pour un carré et M(a, n) pour le trapèze T(a), on a M(n) nul pour n pair et non nul sinon. Mansow a donné la borne asymptotique supérieure M(n) = O(1/n2), que Schulze a améliorée en 2011, obtenant M(n) = O(1/n3) ; il a également montré qu'il existe des valeurs de a pour lesquelles M(a, n) décroit avec n aussi vite que l'on veut.